# معركة مونتي جرابا
معركة مونتي غرابا (1917–1918) هي سلسلة من الاشتباكات العسكرية التي وقعت على جبل مونتي غرابا في شمال إيطاليا بين الجيش الإيطالي والإمبراطورية النمساوية المجرية خلال الحرب العالمية الأولى. لعبت هذه المعارك دورًا حاسمًا في الدفاع عن الجبهة الإيطالية بعد كارثة كابوريتو.

## الخلفية
في أواخر عام 1917، وبعد الهزيمة الإيطالية في معركة كابوريتو، انسحب الجيش الإيطالي إلى نهر بيافي. أصبح جبل مونتي غرابا موقعًا استراتيجيًا في خطة الدفاع الإيطالية الجديدة، حيث تم تحصين الجبل وتمركزت فيه القوات الإيطالية استعدادًا للهجمات المتوقعة.

## المعارك
بدأت أولى الاشتباكات في نوفمبر 1917 عندما شنت القوات النمساوية-المجرية هجومًا لمحاولة السيطرة على الجبل، لكن الطبيعة الجبلية والتحصينات الإيطالية القوية حالت دون نجاح الهجوم.
في يونيو 1918، وقعت المعركة الثانية ضمن معركة نهر بيافي، حيث فشلت القوات النمساوية في اختراق الخطوط الإيطالية.
أما المعركة الثالثة، فحدثت في أكتوبر–نوفمبر 1918، وشن خلالها الإيطاليون هجومًا مضادًا أدى إلى تراجع النمساويين وسقوط مواقعهم قبل هدنة 1918.

## النتائج والتأثير
ساهمت هذه المعارك في إعادة الثقة للجيش الإيطالي، ومنعت الانهيار الكامل للجبهة. كما ساعدت في استنزاف القوات النمساوية قبل نهاية الحرب.

## الخسائر
بلغت خسائر الجانبين عشرات الآلاف، وكانت الظروف الجبلية الصعبة عاملًا مؤثرًا في ارتفاع عدد الضحايا.

## أنظر أيضا
- الحرب العالمية الأولى
- الجبهة الغربية الحرب العالمية الأولى
- إيطاليا
- الإمبراطورية النمساوية المجرية